# Heinz Schaller

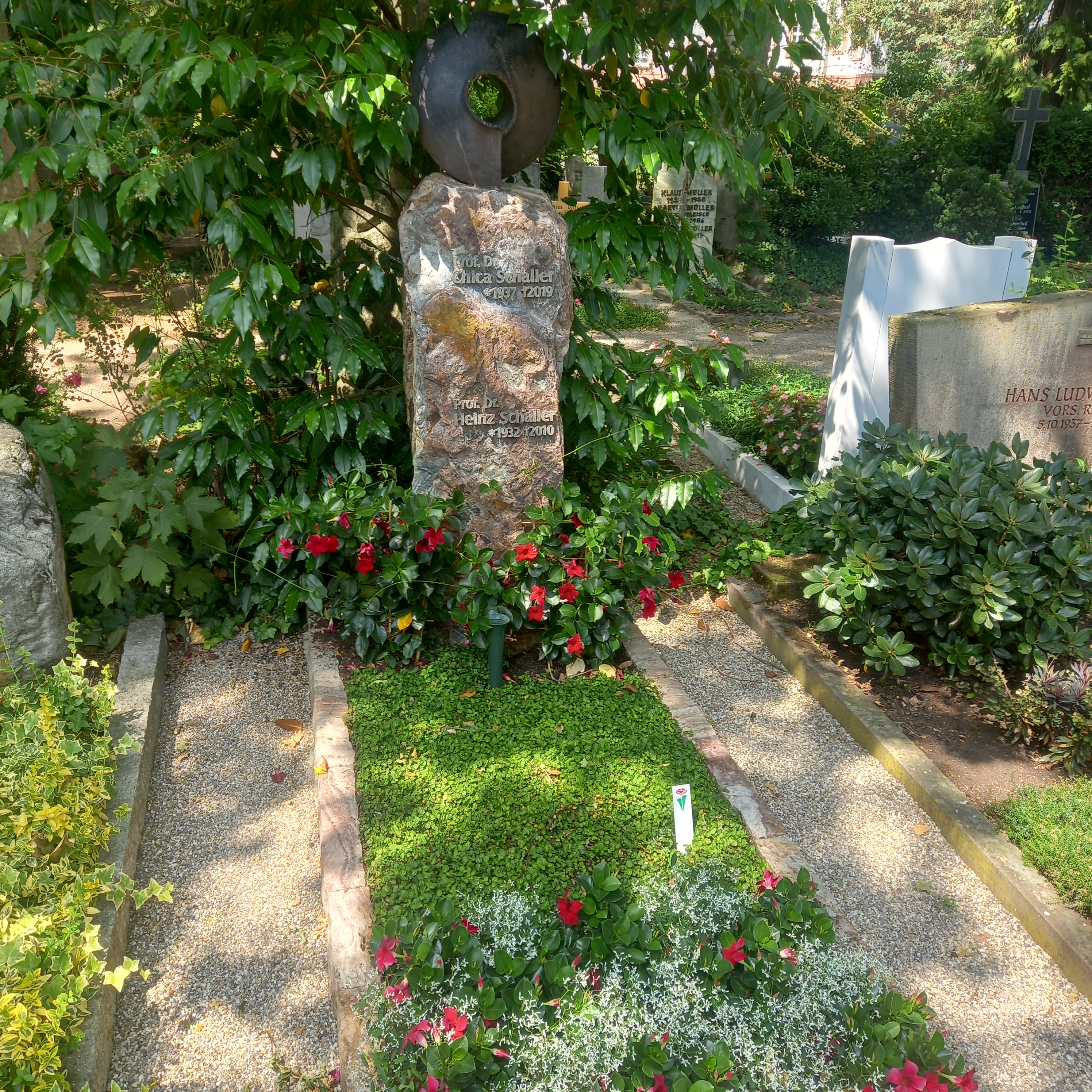
Das Grab von Heinz Schaller und seiner Ehefrau Chica auf dem Neuenheimer Friedhof in Heidelberg

Heinz Schaller (* 1. Februar 1932 in Lörrach; † 10. April 2010) war ein deutscher Molekularbiologe und Virologe. Er war Professor an der Universität Heidelberg und dort 1982 einer der Gründer des Zentrums für Molekulare Biologie Heidelberg (ZMBH). Er ist außerdem Mitgründer von Biogen (1978).

## Leben
Schaller war der Sohn eines Werkzeugmachers. Er machte auf dem zweiten Bildungsweg Abitur, während er Chemielaborant bei BASF war. Ab 1954 studierte er in Heidelberg Chemie und wurde 1960 bei Friedrich Cramer promoviert. Danach wirkte er 1961/62 als Postdoktorand bei Har Gobind Khorana an der University of Wisconsin–Madison, wo er mit Khorana Techniken zur RNA- und DNA-Synthese entwickelte (zum Beispiel Schutzgruppen bei der Oligonukleotidsynthese in der Gruppe von Khorana) und ihm die erste Synthese eines Oligonukleotids aus fünf Basen mit vorgegebener Reihenfolge gelang. Ab 1963 war er bei Gerhard Schramm am Max-Planck-Institut für Virusforschung in Tübingen tätig, wo er 1968 Gruppenleiter wurde. Dort sequenzierte er Bakteriophagengene und untersuchte die DNA-Vermehrung und die dabei beteiligten Enzyme, was auch die gentechnische Vermehrung von DNA außerhalb von Zellen ermöglichte. Mit Friedrich Bonhoeffer beschrieb er dabei das Enzym DNA-Polymerase III. Außerdem gelang ihm die Charakterisierung einer Promotor-Box im Bakteriengenom, die nach ihm benannt ist (Pribnow-Schaller-Box). 1974 ging er als Professor nach Heidelberg, wo er Professor für Mikrobiologie und Molekularbiologie war und 2000 emeritierte, aber auch danach wissenschaftlich am ZMBH aktiv blieb.
1978 war er mit Walter Gilbert, Phillip Sharp und Charles Weissmann Mitgründer der Firma Biogen. Die Firma war eine der ersten Firmenausgründungen in der Molekularbiologie.
In Heidelberg wandte er sich Ende der 1970er Jahre der Forschung am Hepatitis-B-Virus zu. Er sequenzierte das Genom des Virus mit Walter Gilbert und Ken Murray und war wesentlich an der Entwicklung eines weltweit genutzten Impfstoffs mit Methoden der Rekombinanten DNA-Technik beteiligt.
Zu seinen Doktoranden in Tübingen gehörte die Nobelpreisträgerin Christiane Nüsslein-Volhard.

## Ehrungen
2004 erhielt er die Robert-Koch-Medaille und 2008 die Loeffler-Frosch-Medaille der Gesellschaft für Virologie.

## Stiftung
Mit seiner Ehefrau Chica Schaller, einer Biologin und ehemaligen Direktorin des Instituts für Entwicklungsneurobiologie am Zentrum für Molekulare Neurobiologie Hamburg (ZMNH) des Universitätsklinikums Hamburg-Eppendorf, gründete er die Chica und Heinz Schaller Stiftung zur Förderung biomedizinischer Forschung. Die Stiftung unterstützt junge Wissenschaftler an der Universität Heidelberg durch die Finanzierung von Forschergruppen, Stipendien und die jährliche Vergabe des mit 100.000 Euro dotierten Chica und Heinz Schaller Förderpreises.